# جعفر بوالهری
جعفر بوالهری (زاده ۱۵ مرداد ۱۳۲۷ در همدان) روان‌پزشک و پژوهشگر برجسته ایرانی است. او استاد روان‌پزشکی در مرکز تحقیقات سلامت معنوی دانشگاه علوم پزشکی ایران است و از سال ۱۳۷۱ تا ۱۳۹۷ به مدت ۲۶ سال ریاست انستیتو روان‌پزشکی تهران را بر عهده داشت.
بوالهری همچنین از زمان تشکیل شبکه تحقیقات سلامت روان ایران در سال ۲۰۰۶ مدیر آن بوده‌است. رشته‌های اصلی مورد علاقه وی شامل خدمات بهداشت روانی جامعه، درمان معنوی و مذهبی و برنامه‌های پیشگیری از سوء مصرف مواد مخدر است. او همچنین یکی از بنیانگذاران برنامه ادغام مراقبت‌های بهداشت روانی در سیستم مراقبت‌های اولیه بهداشتی در ایران است. او نویسندگی چندین مقاله انگلیسی و کتاب فارسی برای ارائه دهندگان خدمات درمانی با سطوح مختلف آموزشی را نیز در کارنامه خود دارد.